# Перевірка (фільм)
Перевірка (англ. The Inspection) — американський драматичний фільм 2022 року режисера Елеганс Бреттона.
Натхненний реальним досвідом Бреттона, фільм розповідає про молодого темношкірого гея, який зухвало витримує жорсткі тренування в навчальному таборі Корпусу морської піхоти, шукаючи схвалення своєї матері-гомофобки.

## Сюжет
Елліс Френч записується в Корпус морської піхоти та потрапляє до навчального табору на острові Парріс, Південна Кароліна. Елліс відповідає фізичним вимогам, але йому важко приховувати свою сексуальну орієнтацію, що робить його мішенню для майже смертельної дідівщини з боку інструктора з навчання Ліланда Лоуза та його колеги по вербуванню Лоуренса Гарві.[джерело?]

## Актори

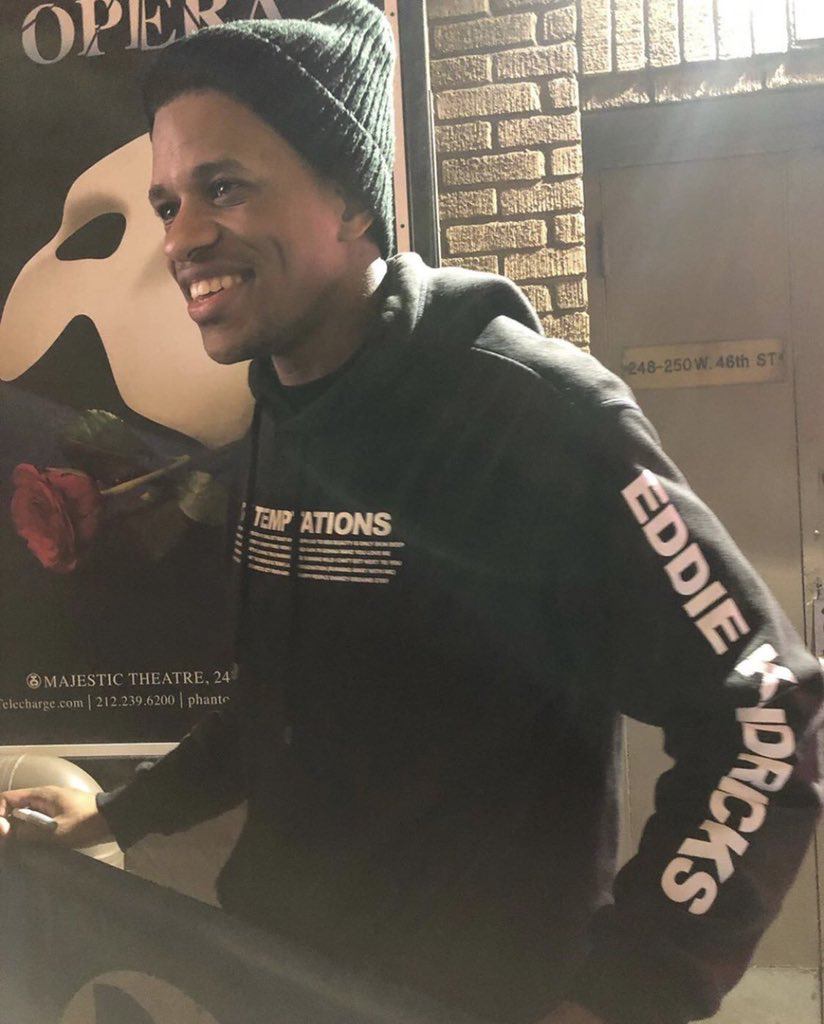
Джеремі Поуп, зігравший Елліса Френча

| Актор           | Роль          |
| --------------- | ------------- |
| Джеремі Поуп    | Елліс Френч   |
| Рауль Кастільо  | Розалес       |
| Бокім Вудбайн   | Ліланд Лоуз   |
| Ґабріель Юніон  | Інес Френч    |
| Маккол Ломбарді | Лоуренс Гарві |
| Аарон Домінгес  | Кастро        |
| Ніколас Логан   | Брукс         |
| Еман Есфанді    | Ісмаїл        |
| Ендрю Кай       | Лабел         |
| Обрі Джозеф     | Боулс         |

## Виробництво

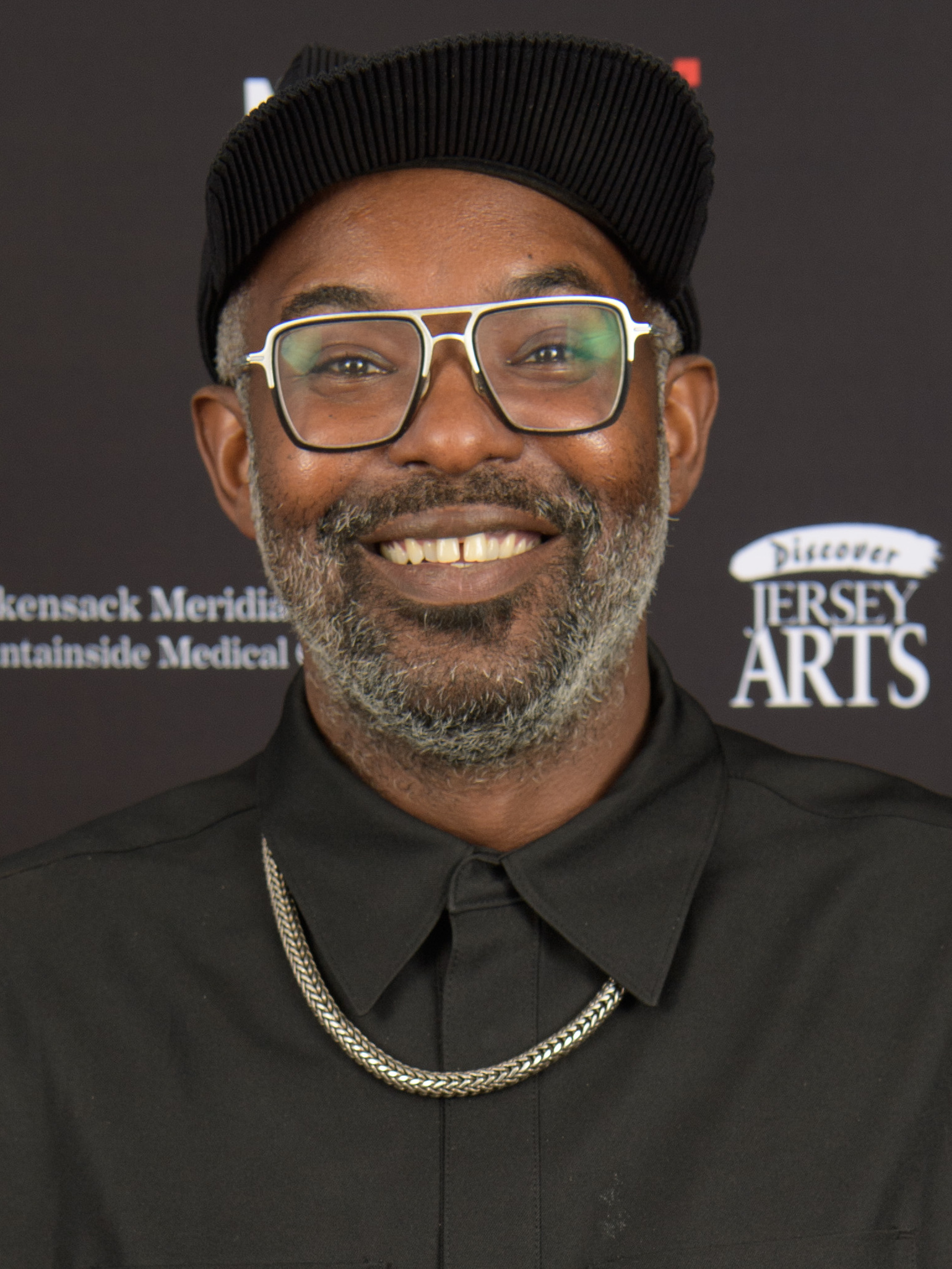
Елеганс Бреттон, режисер фільму

У червні 2021 року було оголошено, що Джеремі Поуп, Ґабріель Юніон, Бокім Вудбайн та Рауль Кастільо приєдналися до зйомок фільму. Елеганса Бреттона обрали режисером за сценаристом сюжету, який він написав, а Gamechanger Films будуть продюсувати разом з A24. Зйомки тривали до листопада 2021 року.

### Музика
Бреттон залучив Animal Collective для написання та виконання музики до фільму. Альбом із саундтреком до складу якого входить співпраця з Індіго Де Соузою під назвою «Wish I Knew You», вийшов 18 листопада.

## Реліз
Світова прем’єра фільму відбулася на Міжнародному кінофестивалі в Торонто 8 вересня 2022 року. Фільм також був показаний на 60-му Нью-Йоркському кінофестивалі 14 жовтня 2022 року. У США фільм вийшов в прокат 18 листопада 2022 року.
Реліз для VOD відбувся 24 січня 2023 року, а 21 лютого 2023 року відбувся реліз на Blu-ray та DVD.

## Критика
На Rotten Tomatoes 90% відгуків критиків є позитивними із середнім рейтингом 7,1/10. Metacritic, поставив фільму 73 бали зі 100 на основі 33 критиків, вказавши «загалом схвальні відгуки».

### Номінації та нагороди
| Нагорода                                           | Дата             | Категорія                            | Одержувач(і)                                            | Результат | Прим.  |
| -------------------------------------------------- | ---------------- | ------------------------------------ | ------------------------------------------------------- | --------- | ------ |
| AARP Movies for Grownups Awards                    | 28 січня 2023    | Краща актриса другого плану          | Ґабріель Юніон                                          | Номінація | [ 12 ] |
| African-American Film Critics Association          | 8 грудня 2022    | Кращий актор                         | Джеремі Поуп                                            | Перемога  | [ 13 ] |
| Alliance of Women Film Journalists                 | January 5, 2023  | Кращий актор                         | Джеремі Поуп                                            | Номінація | [ 14 ] |
| Black Reel Awards                                  | 6 лютого 2023    | Кращий незалежний фільм              | Перевірка                                               | Перемога  | [ 15 ] |
| Black Reel Awards                                  | 6 лютого 2023    | Краща режисерська робота             | Елеганс Бреттон                                         | Номінація | [ 15 ] |
| Black Reel Awards                                  | 6 лютого 2023    | Кращий сценарист                     | Елеганс Бреттон                                         | Номінація | [ 15 ] |
| Black Reel Awards                                  | 6 лютого 2023    | Кращий режисер- початківець          | Елеганс Бреттон                                         | Номінація | [ 15 ] |
| Black Reel Awards                                  | 6 лютого 2023    | Кращий перший сценарій               | Елеганс Бреттон                                         | Перемога  | [ 15 ] |
| Black Reel Awards                                  | 6 лютого 2023    | Кращий актор                         | Джеремі Поуп                                            | Перемога  | [ 15 ] |
| Black Reel Awards                                  | 6 лютого 2023    | Краще виконання — чоловіки           | Джеремі Поуп                                            | Перемога  | [ 15 ] |
| Black Reel Awards                                  | 6 лютого 2023    | Кращий актор другого плану           | Бокім Вудбайн                                           | Номінація | [ 15 ] |
| Black Reel Awards                                  | 6 лютого 2023    | Краща актриса другого плану          | Ґабріель Юніон                                          | Номінація | [ 15 ] |
| Black Reel Awards                                  | 6 лютого 2023    | Кращий - кастинг-директор            | Кім Коулман                                             | Номінація | [ 15 ] |
| GLAAD Media Award                                  | 30 березня 2023  | Кращий фільм – обмежений прокат      | Перевірка                                               | Перемога  | [ 16 ] |
| Golden Globe Awards                                | 10 січня 2023    | Найкраща чоловіча роль — драма       | Джеремі Поуп                                            | Номінація | [ 17 ] |
| Hollywood Critics Association Creative Arts Awards | 17 лютого 2023   | Кращий дебютний повнометражний фільм | Елеганс Бреттон                                         | Номінація | [ 18 ] |
| Houston Film Critics Society                       | 18 лютого 2023   | Кращий режисерський дебют            | Елеганс Бреттон                                         | Номінація | [ 19 ] |
| Independent Spirit Awards                          | 4 березня 2023   | Найкраща чоловіча роль               | Джеремі Поуп                                            | Номінація | [ 20 ] |
| Independent Spirit Awards                          | 4 березня 2023   | Найкраща жіноча роль другого плану   | Ґабріель Юніон                                          | Номінація | [ 20 ] |
| Independent Spirit Awards                          | 4 березня 2023   | Найкращий дебютний фільм             | Елеганс Бреттон, Еффі Т. Браун, Честер Алджернал Гордон | Номінація | [ 20 ] |
| National Board of Review Awards                    | 8 грудня 2022    | Найкращі десять фільмів              | Перевірка                                               | Перемога  | [ 21 ] |
| NAACP Image Awards                                 | 25 лютого 2023   | Кращий незалежний фільм              | Перевірка                                               | Перемога  | [ 22 ] |
| Palm Springs International Film Festival           | 13 січня 2023    | Приз симпатій                        | Елеганс Бреттон                                         | Перемога  | [ 23 ] |
| Santa Barbara International Film Festival          | January 13, 2023 | Нагорода «Віртуоз»                   | Джеремі Поуп                                            | Перемога  | [ 24 ] |